# Battaglia di Tomóchic
La battaglia di Tomóchic fu un'azione militare che avvenne presso l'omonimo villaggio del Chihuahua nel Messico settentrionale. Le truppe in ritirata della División del Norte villista guidate da Miguel Baca Valles, appartenenti alle forze di Candelario Cervantes, si scontrarono con il 7th Cavalry Regiment guidato dal colonnello George A. Dodd e l'azione si concluse con la vittoria messicana. Gli statunitensi ebbero 8 morti e 6 feriti.